# Сборная Франции по футболу (до 20 лет)
Сборная Франции по футболу до 20 лет — сборная, за которую имеют право выступать игроки возрастом 20 лет и младше. Контролируется Футбольной федерацией Франции. В связи с отсутствием турнира УЕФА для сборных до 20 лет, команда соревнуется в чемпионате мира по футболу среди молодёжных команд. Сборная U-20 участвует в Турнире в Тулоне, как правило заменяя молодёжную сборную Франции по футболу. Также команда играет в футбольных турнирах Средиземноморских и Франкофонских игр.
Сборная является действующим чемпионом мира после победы в чемпионате мира по футболу среди молодёжных команд 2013. Команда впервые достигла полуфинала турнира в 2011 году, а также дважды четвертьфинала: в 1997 и 2001 годах. Тренером является Людовик Бателли.